# Strażnica WOP Biała Góra
Strażnica WOP Wierzchucin/Biała Góra – podstawowy pododdział graniczny Wojsk Ochrony Pogranicza pełniący służbę ochronną na granicy morskiej.

## Formowanie i zmiany organizacyjne
Strażnica została sformowana w 1945  w strukturze 19 komendy odcinka Lębork jako 92 strażnica WOP (Biała Góra) (Wittenberg/Biała Góra) o stanie 56 żołnierzy. Kierownictwo strażnicy stanowili: komendant strażnicy, zastępca komendanta do spraw polityczno-wychowawczych i zastępca do spraw zwiadu. Strażnica składała się z dwóch drużyn strzeleckich, drużyny fizylierów, drużyny łączności i gospodarczej. Etat przewidywał także instruktora do tresury psów służbowych oraz instruktora sanitarnego. Sformowane strażnice morskiego oddziału OP nie przystąpiły bezpośrednio do objęcia ochrony granicy morskiej. Odcinek dawnej granicy polsko-niemieckiej sprzed 1939  od Piaśnicy, aż do lewego styku z 4 Oddziałem OP ochraniany był przez radziecką straż graniczną wydzieloną ze składu wojsk marszałka Rokossowskiego. Pozostały odcinek granicy od rzeki Piaśnica, aż po granicę z ZSRR zabezpieczała Morska Milicja Obywatelska.
W 1946  strażnica stacjonowała w Wierzchucinie. W kwietniu 1948 nastąpiło przeniesienie 92 strażnicy z Wierzchucina do Białej Góry.
Od 15 marca 1954 wprowadzono nową numerację strażnic. Strażnica WOP Białogóra III kategorii otrzymała numer 89.
Jesienią 1956  rozpoczęto numerować strażnice w systemie brygadowym. Strażnica Biała Góra otrzymała numer 15.
W 1964  strażnica WOP nr 2 Białą Góra uzyskała status strażnicy lądowej i zaliczona została do III kategorii.

## Służba graniczna
Dopiero w kwietniu 1946  strażnica WOP Biała Góra zaczęła przyjmować pod ochronę wybrzeże morskie. Jeszcze w czerwcu 1946, wobec sprzeciwu dowódców radzieckich, strażnica nie przyjęła swojego odcinka.
W lutym 1950 na odcinku strażnicy Biała Góra zlikwidowano PKRR Wierzchucino.
Strażnice sąsiednie:
91 strażnica WOP Jackowo ⇔ 93 strażnica WOP Karwin – 1946

## Dowódcy strażnicy
- ppor. Bronisław Jarosz (był 10.1946)[b].
- ppor. Stefan Zapłata (?-1952)